# HMS Victorious (R38)
O HMS Victorious foi um porta-aviões operado pela Marinha Real Britânica e a terceira embarcação da Classe Illustrious, depois do HMS Illustrious e HMS Formidable, e seguido pelo HMS Indomitable. Sua construção começou em janeiro de 1937 nos estaleiros da Vickers-Armstrongs em Newcastle upon Tyne e foi lançado ao mar em setembro de 1939, sendo comissionado na frota britânica em maio de 1941. Ele era capaz de transportar entre 36 e 54 aeronaves, era armado com uma bateria antiaérea composta por canhões de 113, 40 e 20 milímetros, tinha um deslocamento de mais de 28 mil toneladas e alcançava uma velocidade máxima de trinta nós (56 quilômetros por hora).
A entrada do Victorious em serviço foi adiada pelo início da Segunda Guerra Mundial e a necessidade de desviar recursos para outras áreas. Sua primeira ação depois de comissionado foi caçar o couraçado alemão Bismarck, com uma de suas aeronaves conseguindo acertar o navio. Em seguida participou da escolta de diversos comboios de suprimentos para a União Soviética. A embarcação se envolveu em agosto de 1942 na Operação Pedestal, uma tentativa de levar suprimentos para Malta, porém foi levemente danificado por bombardeiros italianos, enquanto em novembro ela proporcionou suporte para os desembarques da Operação Tocha contra a França de Vichy no Norte da África.
O Victorious foi emprestado para a Marinha dos Estados Unidos no início de 1943 e participou da Campanha nas Ilhas Salomão durante a Guerra do Pacífico, retornando para o Reino Unido no final do ano. O porta-aviões retomou em 1944 a escolta de comboios para a União Soviética, enquanto em abril tomou parte da Operação Tungstênio contra o couraçado alemão Tirpitz, com suas aeronaves tendo acertado o navio catorze vezes e o tirando de ação por meses. O Victorious depois tomou parte em operações no Oceano Índico e também no Oceano Pacífico a partir de 1945, participando da Batalha de Okinawa e bombardeando forças no próprio Japão até o fim da guerra em agosto.
Depois da guerra, o porta-aviões ajudou a repatriar prisioneiros de guerra britânicos e transportar pessoal da Austrália de volta para o Reino Unido. O Victorious foi descomissionado em janeiro de 1947, porém voltou a ativa em outubro como um navio de treinamento, função que exerceu até março de 1950. A embarcação iniciou um processo de reconstrução em outubro de 1950 no Estaleiro Real de Portsmouth em que seu casco foi expandido, seus maquinários aprimorados e seu convés de voo substituído, dentre outras mudanças. Ele retornou ao serviço ativo oito anos depois e atuou até ser descomissionado em março de 1968 por falta de orçamento, sendo desmontado no ano seguinte.